# لیما، میشیگان
لیما (به انگلیسی: Lima Township) یک منطقهٔ مسکونی در ایالات متحده آمریکا است که در شهرستان وشتناو واقع شده‌است.
 لیما ۹۱٫۲ کیلومتر مربع مساحت و ۳٬۳۰۷ نفر جمعیت دارد و ۲۶۹ متر بالاتر از سطح دریا واقع شده‌است.